# ممسك الأعنة (كوكبة)

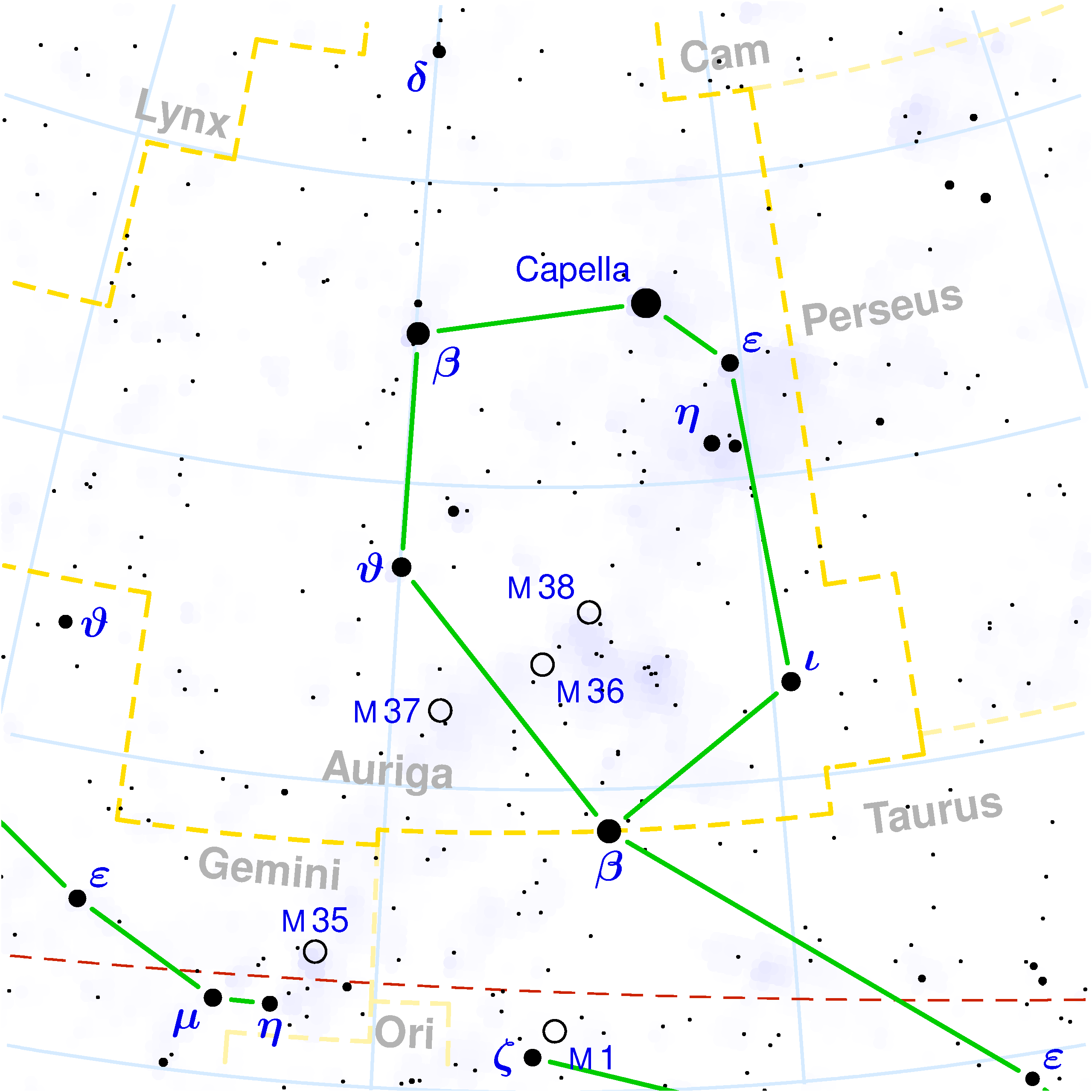
كوكبة ممسك الأعنة / Auriga

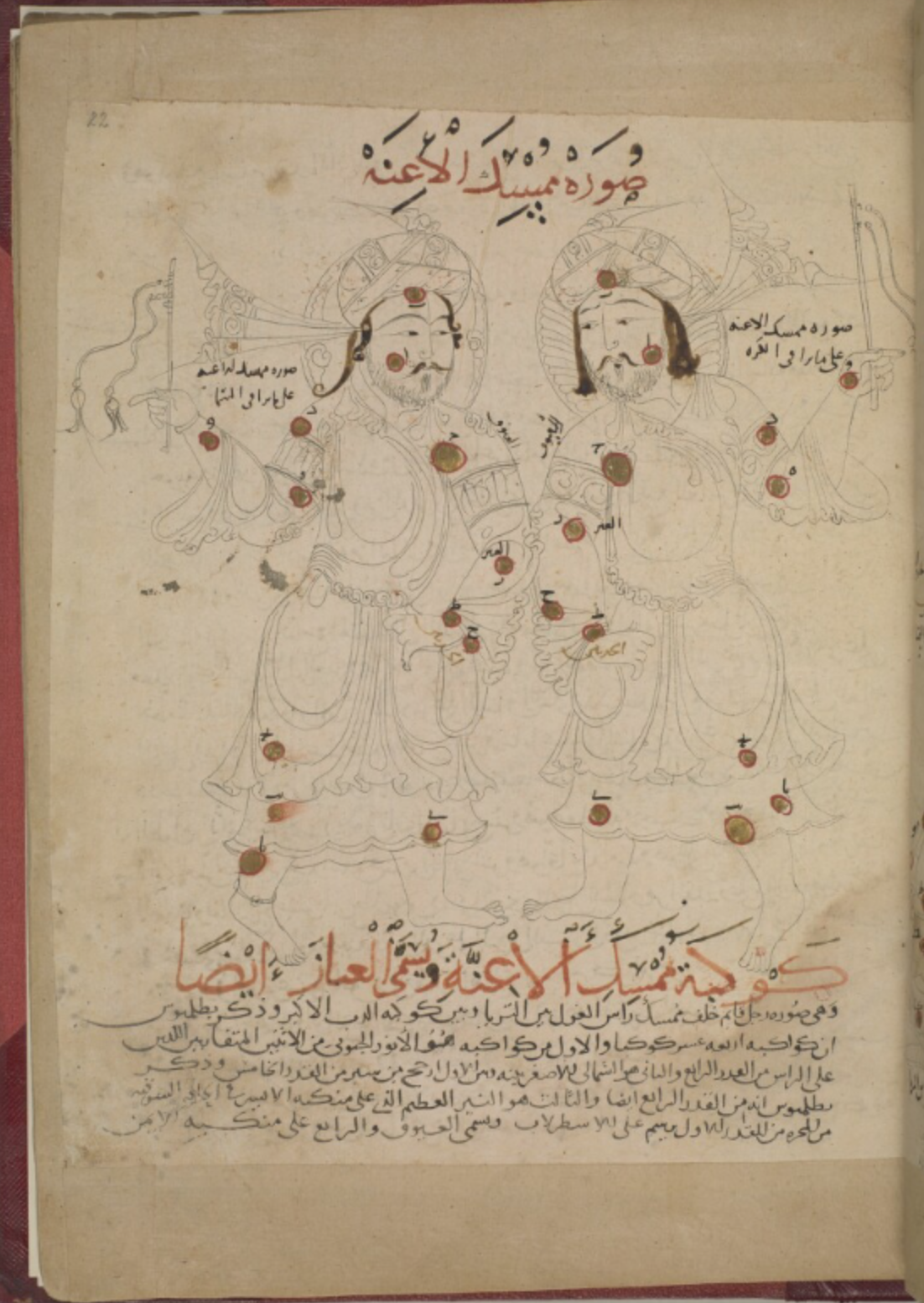
صفحة من كتاب صور الكواكب الثابتة تظهر فيها كوكبة ممسك الأعنة

كوكبة مُمْسِك الأَعِنَّة أو العَنَّان أو أو العنَاز أو ذو الأعنة (لاتيني: Auriga) هي كوكبة معروفة منذ القدم
مجموعة من 6 انجم على يسار كوكبة الجبار . نجمها الرئيسي نجم العيوق capella والذي يتكون في حقيقة الأمر من نجم ثنائي : العيوق أ والعيوق ب.

## RW-Aurigae Stars
هي متغيرات نجومية يكون فيها تغيير اللمعان غير منتظم كلية وفجائي الحدوث ومقداره من 1 إلى 4 أقدار، ومن ناحية أخرى يمكن أن يظل اللمعان ثابتاً لأسابيع بطولها، فتبدو حالة الاستقرار هذه غير مرتبطة بموقع معين من المنحنى، ولا تزال أسباب التغيير الضوئي غير معروفة حتى الآن، وتبعاً لنوعها الطيفي فإن هذه النجوم تنتمي إلى نجوم -B حتى -M, وتتميز أطيافها بوجود خط انبعاث، وهذه النجوم عبارة عن نجوم التتابع الرئيسي تتواجد بكثرة أو بالقرب من سحب غاز ما بين النجوم (السدم المجرية), ولذلك تسمى نجوم -RW-العناز أحياناً بالمتغيرات السديمية’ ومن غير المعروف وجود أي تأثير لقربها من السدم طالما أن ممثلاتها النمطية، مثل النجم RWالعناز نفسه، موجوده في مكان خالي من السدم، ويفترض عموماً أن هذه النجوم ونجوم -T-الثور، التي تنطوي أحياناً تحت هذه النجوم، عبارة عن نجوم حديثة النشأة، ومن الممكن أن تكون نجوم Tالثور ما زالت في مرحلة الانكماش، فموقعها في شكل هرتزسبرنج رسل أعلى من التتابع الرئيسي.